# Горіла долина (урочище)
Горіла долина - урочище, розташоване в Чугуївському районі Харківської області в басейні річки Сіверський Донець, в чотирьох кілометрах на північний схід від озера Лиман, на третій надлуговій терасі. Ця територія унікальна як єдине ізольоване місцезнаходження солончаків в області та найпівнічніша точка солончаків в Європі (Гамуля, 1994).
Головними екологічними факторами, які визначають якісний склад і структуру біоценозів долини, є водний режим, ступінь засолення ґрунту і води, спосіб господарського використання.

## Особливість водойм

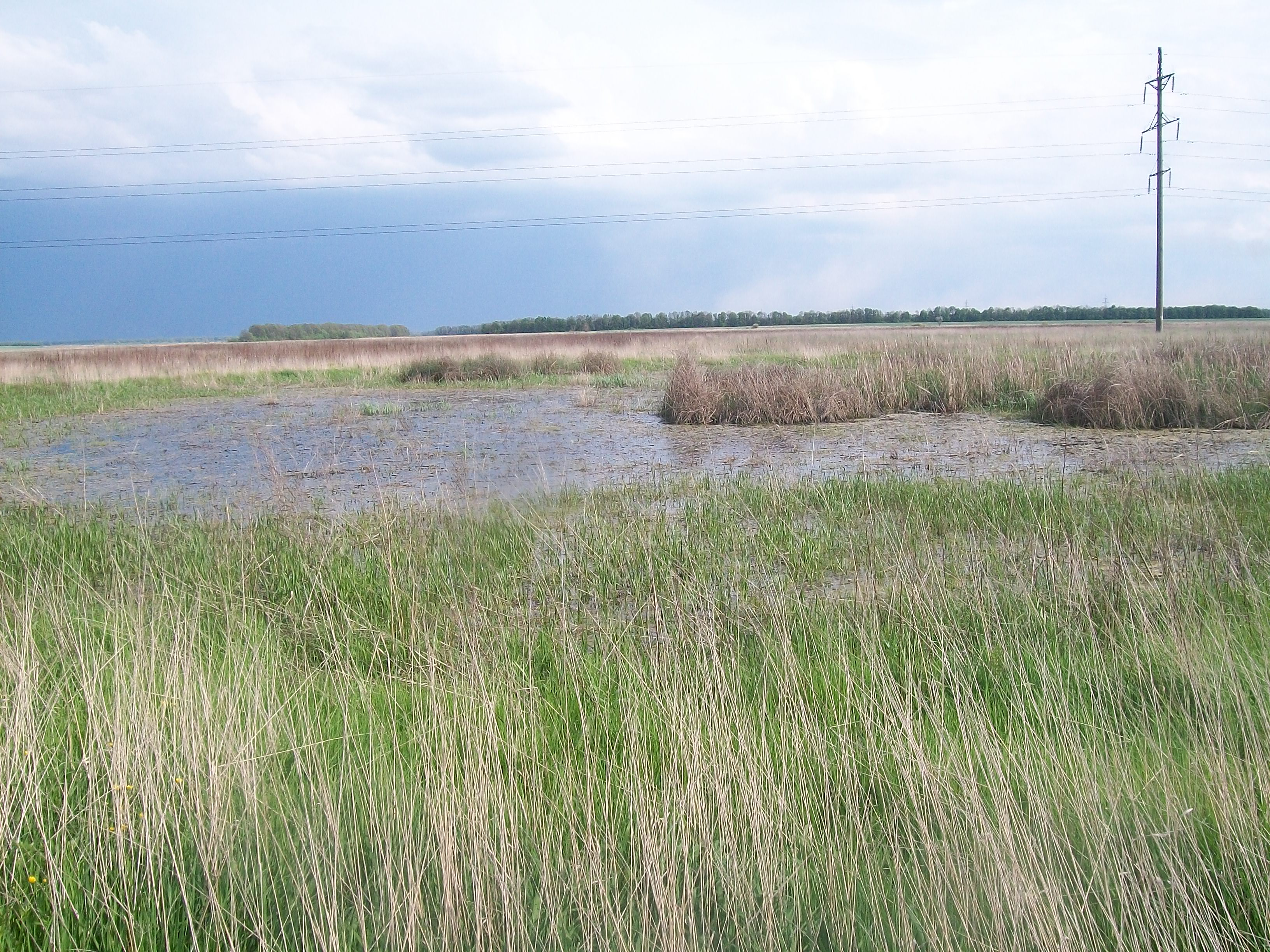
оз. Горіле

Водойми, розташовані на території урочища, відносяться до виділеного Є. І. Лукіним (1979) типу водойм (калюж) з тривалим терміном стояння води, або пересихаючих не щороку. Основними джерелами живлення водойм є атмосферні опади (дощові і снігові) і підземні води.
Для урочища, як і для Сіверського Дінця в цілому, характерні високий рівень весняного водопілля, порівняно невисокі паводки, що виникають влітку або восени, і тривала літня і зимова межень. В період весняної повені рівень води підвищується до 1,5 метра, що призводить до злиття окремих водойм в єдину водну систему, що складається з озер і ділянок суші, частково покритих водою. При пересиханні на частини таких ділянок може утворюватися сольова кірка. Найбільша водойма урочища, озеро Горіле, має змішане живлення, при цьому в посушливі періоди живиться ґрунтовими водами (джерельними), які домінують і виконують основну роль, а у весняний та осінній період домінує живлення атмосферними опадами. Мабуть, суттєвим чинником, що визначає видовий склад ракоподібних, виявлених в урочищі, є повна ізоляція водойм «Горілої долини» від річки Сіверський Донець.
Для обстеженої території характерна наявність рослин, що відносяться до всіх фітоценотичних груп: лугові, водні, болотні, лісові, галофітні, псамофітні, бур'яні (Гамуля, 1994).

## Рослинність
Прибережно-водна рослинність бідна, представлена фрагментами таких асоціацій: Sparganitus alimatosum, Sparganietum butosum, Sparganietum sagittariosus, Typheta purum. Вища водна рослинність представлена Typheta purum. (Прикріплений корінням до ґрунту, пагони довжиною 30-50 см) на дрібних місцях не покритих мулом, і Ceratophyllum tanaiticus, що укоріняється в таких же місцях і представленим пагонами до 10 см завдовжки або окремими більш короткими ділянками, плаваючими в поверхневому шарі води. Поверхня води біля заростей очерету і очерету місцями покрита Spirodella polyrhiza.
На території урочища живуть рідкісні види п'явок, занесені до Червоної книги України: Fadejewobdella quinqueannulata (Lukin, 1929), Hirudo medicinalis Linnaeus, 1758 і Hirudo verbana Carena, 1820 (Утєвський, 1999, 2010). Також на території урочища виявлено три види ракоподібних, занесених до Червоної книги України: Tanymastix stagnalis (Linnaeus, 1758), Drepanosurus birostratus (Fisher, 1851) і Hemidiaptomus rylovi Charin 1928 (Сидоровський, 2010, 2012).